# Planet Coaster
Planet Coaster là một trò chơi điện tử mô phỏng xây dựng và quản lý do hãng Frontier Developments phát triển và phát hành cho Microsoft Windows. Trò chơi được phát hành trên toàn thế giới vào ngày 17 tháng 11 năm 2016. Frontier từng phát triển nhiều trò chơi xây dựng và quản lý công viên giải trí, bao gồm RollerCoaster Tycoon 3 (mà Planet Coaster là người thừa kế tinh thần), Thrillville, Thrillville: Off the Rails và Zoo Tycoon. Một phiên bản dành cho PlayStation 4, Xbox One và Xbox Series X/S, có tên là Planet Coaster: Console Edition, được phát hành trên toàn thế giới vào ngày 10 tháng 11 năm 2020. Phiên bản PlayStation 5 được phát hành ở Bắc Mỹ và Úc vào ngày 12 tháng 11 năm 2020 và ở Châu Âu vào ngày 19 tháng 11 năm 2020. Một phiên bản dành cho macOS, do hãng Aspyr phát triển, được phát hành vào ngày 17 tháng 11 năm 2020.
Trò chơi có ba chế độ chơi, bao gồm Sandbox, Challenge và Career. Trong chế độ Career, người chơi đảm nhận vai trò quản lý công viên giải trí và phải hoàn thành các nhiệm vụ như xây dựng tàu lượn chưa hoàn thành hoặc thuê nhân viên vệ sinh. Trong chế độ Sandbox, người chơi có nhiệm vụ xây dựng công viên giải trí của riêng mình trên một khu đất trống. Chế độ Challenge tương tự như Sandbox, nhưng có thêm độ khó, vì người chơi cần phải tính đến vấn đề tài chính.
Trò chơi từng có tên là Coaster Park Tycoon khi được tiết lộ vào ngày 29 tháng 1 năm 2015 và sau đó được đổi tên trong E3 2015. Planet Coaster là thương hiệu nhượng quyền thương mại tự phát hành thứ hai của Frontier, sau Elite Dangerous. Frontier đã tổ chức nhiều đợt thử nghiệm alpha và beta trước khi ra mắt trò chơi vào tháng 11 năm 2016. Sau khi phát hành trò chơi, Frontier tiếp tục cung cấp nội dung tải về miễn phí cũng như trả phí cho trò chơi. Tựa game đã nhận được những đánh giá tích cực khi phát hành, đặc biết là dành cho chế độ Sandbox và các công cụ sáng tạo của trò chơi. Các chỉ trích chủ yếu hướng đến chế độ Challenge. Planet Coaster được coi là một thành công về mặt thương mại; trò chơi đã bán được hơn 2,5 triệu bản tính đến tháng 1 năm 2020.

## Lối chơi
Planet Coaster thuộc thể loại mô phỏng xây dựng và quản lý. Tương tự như trò chơi tiền nhiệm trên tinh thần RollerCoaster Tycoon 3, trò chơi cho phép người chơi xây dựng những khu vui chơi và tàu lượn siêu tốc khác nhau. Những điểm tham quan do người chơi tạo ra này có thể được chia sẻ thông qua một cơ chế được gọi là "làng toàn cầu". Game cũng đi kèm với mười linh vật.
Ở phiên bản PC, trước khi bắt đầu trò chơi, người chơi phải tạo ảnh đại diện cho riêng mình. Tuy nhiên, chức năng này không được sử dụng hoặc thậm chí không xuất hiện trong các phiên bản Console. Sau đó, người chơi có thể chọn giữa ba chế độ chơi: sandbox, challenge, và career. Tương tự như ở RollerCoaster Tycoon 3, chế độ Sandbox Mode cho phép người chơi xây dựng công viên giải trí của riêng họ trên một khu đất trống. Trong chế độ này, tất cả các tính năng và trò chơi đều được mở khóa và số tiền mà người chơi có là không giới hạn. Đây là chế độ mà hầu hết người chơi sử dụng để tạo các vật phẩm (công viên, mẫu tàu lượn, phong cảnh, v.v.) rồi sau đó đăng chúng lên Planet Coaster Workshop của Steam, hoặc Frontier Workshop trên các phiên bản console.
Trong chế độ Challenge, người chơi phải xây dựng một công viên giải trí trên một bãi đất trống (tương tự như chế độ Sandbox) nhưng với kinh phí hạn chế tùy thuộc vào độ khó đã chọn—Dễ, Trung bình hoặc Khó. Trong quá trình người chơi phát triển công viên của mình, trò chơi đưa ra những thử thách mà người chơi có thể chấp nhận hoặc từ chối. Sau khi hoàn thành một thử thách, người chơi sẽ nhận được những phần thưởng như tăng xếp hạng công viên hoặc một khoản tiền.
Trong chế độ Career, người chơi phải hoàn thành các mục tiêu như xây dựng tàu lượn siêu tốc, đạt được xếp hạng công viên hoặc thuê nhân viên vệ sinh. Tương tự như trong RollerCoaster Tycoon 3, chế độ Career cho phép người chơi tiến bộ bằng cách hoàn thành các màn chơi với các mục tiêu có độ khó khác nhau.
Khi được ra mắt tại lần đầu tiên  tạiEGX 2016, game còn có một chế độ chuyên dụng được gọi là "crash mode" cho phép người chơi chế tạo tàu lượn siêu tốc chưa hoàn thiện và để chúng đâm sầm vào khách tham quan công viên.
Ngày 26 tháng 4 năm 2017, Frontier tiết lộ sự tồn tại của một số mã gian lận mà trước đây chưa được phát hiện trên các diễn đàn chính thức của họ. Chúng bao gồm khả năng lái xe go-kart và khả năng nhân viên bảo vệ đánh nhừ tử khách tương tự như một chiếc máy ủi.
Phiên bản console có nhiều điểm khác biệt so với phiên bản PC, chẳng hạn như hướng dẫn, chế độ career được cải tiến với khâu lồng tiếng và máy đếm cho người chơi biết họ có thể đặt bao nhiêu trong công viên của mình.

## Phát triển
Trước khi phát triển Planet Coaster, Frontier Developments đã phát triển một số trò chơi mô phỏng xây dựng và quản lý khác, bao gồm cả RollerCoaster Tycoon 3 (2004), một tựa game thành công về mặt thương mại và có tầm ảnh hướng lớn đã bán được hơn 10 triệu bản. Planet Coaster chỉ đóng vai trò là người thừa kế tinh thần cho RollerCoaster Tycoon 3 thay vì phần tiếp theo trực tiếp, vì công ty coi việc sử dụng thương hiệu Tycoon "không còn mang nét đặc sắc nữa" do những trò chơi Tycoon được phát hành trong những năm gần đây nhìn chung khá tệ hại. Trong một cuộc phỏng vấn vào tháng 12 năm 2016 với Cambridge News, David Walsh, giám đốc điều hành của hãng Frontier Developments, nói rằng thành công của Elite Dangerous đã giúp công ty "tung Planet Coaster ra thị trường, điều này có ý nghĩa rất lớn vì nó chứng tỏ chúng tôi không phải là một công ty game duy nhất". Frontier Developments đã chi 6 triệu bảng cho việc phát triển game và thêm 1,5 triệu bảng cho khâu tiếp thị.